# Synallaxe aux yeux rouges
Phacellodomus erythrophthalmus
Espèce
Synonymes
- Anabates erythrophthalmus Wied-Neuwied, 1821 (protonyme)

Statut de conservation UICN

 LC  : Préoccupation mineure
Le Synallaxe aux yeux rouges (Phacellodomus erythrophthalmus) est une espèce d'oiseaux de la famille des Furnariidae.

## Répartition
Cet oiseau est endémique de la forêt atlantique.

## Taxinomie
Selon le Congrès ornithologique international et Alan P. Peterson, aucune sous-espèce n'est distinguée. La sous-espèce ferrugineigula est élevée au rang d'espèce par ces autorités, et constitue le Synallaxe aux yeux orange ; d'autres n'entérinent pas cette séparation.